# Ingvor Milles
Ingvor Milles, född 16 januari 1918 i Bergvik, Gävleborgs län, död 27 augusti 2010, var en svensk barnboksillustratör och målare.
Hon var dotter till byggnadsingenjören Ivan Bernhard Persson och Elsa Granström och från 1942 gift med adjunkten Åke Stigson Milles. Som illustratör illustrerade hon ett flertal av sin mans barnböcker. Hennes konst består av bilder utförda i akvarell.